# Alloxysta fulviceps
Alloxysta fulviceps is een vliesvleugelig insect uit de familie van de Figitidae. De wetenschappelijke naam van de soort is voor het eerst geldig gepubliceerd in 1838 door Curtis.